# Couvent des Cordeliers de Lectoure
Le couvent des Cordeliers est un ancien édifice religieux de Lectoure (Gers), dont il ne subsiste que les vestiges de l'église et du portail. À l’intérieur de l’ancienne nef a été construit au XIXe siècle un bâtiment qui a servi de prison pendant un siècle (1826-1926).
Les vestiges de l'église de l'ancien couvent et de l'ancienne maison d'arrêt sont inscrits à l'inventaire des monuments historiques depuis 1999.

## Histoire
La présence des Cordeliers est attestée à Lectoure en 1487. Il est probable que la construction du couvent remonte à cette époque. Il était placé entre la maison commune, sur l’emplacement de la halle aux grains actuelle, et le collège des Doctrinaires, un grand établissement d’enseignement. Il comprenait outre l’église, une grande maison, un cloître attenant à l’église à l’ouest, et un jardin. En 1695, les Cordeliers comptaient cinq pères, un frère et un novice.
Un Cordelier était confesseur des Carmélites, dont le couvent était proche.
À la Révolution, les biens du couvent sont vendus comme biens nationaux. L’église, vendue à part, revient plus tard à la ville. La municipalité envisage d’y implanter une halle aux grains devenue nécessaire, qui sera construite plus tard après l’incendie de la maison commune en 1841. En attendant, pour une brève période, l'espace découvert de l'église devient une « place aux grains ». 
En 1823, on y construit la prison, en remplacement des prisons de l’ancienne sénéchaussée abandonnée et qui sera détruite en 1835. Cette prison est utilisée jusqu’en 1926. En 1944, la Croix-Rouge occupe ce local notamment pour l'envoie des colis aux prisonniers. A partir des années 1970, on y installe une maison des jeunes.
C’est aujourd’hui une propriété privée.

## Architecture
Les bâtiments du couvent et le cloître ont complètement disparu. L’église est entourée de maisons et n’apparaît que par son portail très dégradé, rue Nationale. On peut voir les restes des murs de la nef uniquement de l’intérieur.

### Portail
Le portail présente quatre voussures en arc brisé, reposant sur des colonnettes par l’intermédiaire de chapiteaux gothiques à décor de feuillages et d’animaux fantastiques. La partie inférieure des colonnettes sans doute très dégradée fut à une époque inconnue remplacée par un massif de maçonnerie. Plus tard (2e moitié du XIXe s.), un mur fut construit devant le mur d’origine, ajoutant une nouvelle voussure très épaisse. 
Un dessin d'Eugène Camoreyt montre le portail sensiblement dans son état actuel, mais sans ce mur rajouté. Un linteau mouluré horizontal en haut, en segment de cercle en bas, délimitait un tympan disparu, remplacé par un mur percé d’une fenêtre banale. 
La porte à deux vantaux d’origine fut murée et dotée d’une petite porte rébarbative : une porte de prison, avec judas, surmontée d’un linteau monolithe reposant sur des sommiers en console.
Après le portail se trouve un vestibule qui donnait accès à la nef par un arc brisé, remplacé lors de la construction de la prison par un arc en plein cintre plus étroit. Une grande rose, aujourd’hui murée, s’ouvrait au-dessus.

### Nef
La nef, orientée nord-sud pour des raisons inconnues (déclivité du terrain, disposition des parcelles ?) mesure 40 mètres sur 18. C’est donc un grand édifice, ses murs sont encore élevés, au moins jusqu’au point de départ de la couverture (voûte et charpente) et présentent des fenêtres murées, plusieurs enfeus, et quelques éléments en partie haute qui laissent penser que la nef était couverte en charpente, le chœur seul étant voûté.

### Prison
Le bâtiment construit en 1825-26 est enfermé entre les hauts murs de la nef, laissant un étroit passage sur les côtés, sauf à l’entrée, où le pavillon d’entrée s’appuie à l’est sur l’ancienne muraille. C’est une construction simple, voire austère, mais soignée, avec trois pièces voûtées d’arête, un escalier en bois de belle fabrication. Le fond de la nef servait de cour à la prison.

## Sources
- Histoire de Lectoure, sous la direction de Maurice Bordes et Georges Courtès, Lectoure, 1972.
- Collectif, Sites et monuments du Lectourois, Auch, imprimerie Bouquet, 1974
- Notice no PA32000011, sur la plateforme ouverte du patrimoine, base Mérimée, ministère français de la Culture